# Urosticte benjamini
Az Urosticte benjamini  a madarak osztályának sarlósfecske-alakúak (Apodiformes)  rendjébe és a kolibrifélék (Trochilidae) családjába tartozó faj.

## Rendszerezés
Korábban két alfajra osztották a fajt:
- Urosticte benjamini benjamini (Bourcier, 1851)
- Urosticte benjamini ruficrissa Lawrence, 1864 - külön faj Urosticte ruficrissa néven

## Előfordulása
Kolumbia és Ecuador és Peru területén honos. A természetes élőhelye szubtrópusi vagy trópusi nedves hegyi erdők.

## Külső hivatkozások
- Képek az interneten a fajról
- Internet Bird Collection